# Hatsune Miku: Project DIVA
Hatsune Miku: Project DIVA (яп. 初音ミク -Project DIVA) — это ритм-игра, созданная Sega и Crypton Future Media для приставки PlayStation Portable. В главной роли выступает виртуальный идол Хацунэ Мику. До России серия игр дошла лишь к началу 2010 года.

## Обзор

### Геймплей
Геймплей игры довольно прост. На экране появляются серые кнопки одной из четырёх форм: Круг, Крест, Квадрат, Треугольник. Позже, из угла экрана появляются те же кнопки, только закрашенные. Смысл игры — вовремя нажать на одну из четырёх кнопок, когда цветная форма проходит через серую, чем точнее, тем лучше. После прохождения песни оценивается насколько точны были нажатия. Присуждается один из четырёх рангов: Cheap (очень плохо: песня не пройдена), Standard (нормально: песня пройдена, возможно откроется какой-либо предмет), Great (отлично: песня пройдена, появляется видео режим, открывается какой-либо предмет и более высокая сложность для песни, возможно открытие нового костюма), Perfect (превосходно: открывается всё выше перечисленное). Во второй части игры также был добавлен ранг Excellent.

### Дополнительные возможности
В игре есть возможность менять костюмы персонажа (всего 50 костюмов: 35 на Мику и 15 на остальных вокалоидов), также можно создавать свои уровни (Режим редактирования позволяет выбрать любой MP3 файл, хранящийся в папке «MUSIC» на PSP и с помощью ленты событий создать своё PV и сложность).

### Персонажи
- Мику Хацунэ
- Рин и Лен Кагаминэ
- Лука Мэгуринэ
- Кайто
- Мэйко
- Йоване Хаку
- Акита Неру
- Сакине Мэйко
- Касане Тето

## Список песен из 初音ミク-Project DIVA-
| Название                                | Слова и музыка         | Исполнитель                                           |
| World Is Mine                           | ryo                    | Хацунэ Мику                                           |
| The Rebel                               | ryo                    | Хацунэ Мику                                           |
| Love Is War                             | ryo                    | Хацунэ Мику                                           |
| That One Second Slow Motion             | ryo                    | Хацунэ Мику                                           |
| Melt                                    | ryo                    | Хацунэ Мику                                           |
| Far Away                                | kz                     | Хацунэ Мику                                           |
| Strobe Nights                           | kz yae                 | Хацунэ Мику                                           |
| Star Story                              | kz                     | Хацунэ Мику                                           |
| Last Night, Good Night                  | kz                     | Хацунэ Мику                                           |
| Packaged                                | kz                     | Хацунэ Мику                                           |
| Sweet Drops After the Rain              | OSTER project          | Хацунэ Мику                                           |
| Miracle Paint                           | OSTER project          | Хацунэ Мику                                           |
| Bad Mood Waltz                          | OSTER project          | Хацунэ Мику                                           |
| Marginal                                | OSTER project          | Хацунэ Мику                                           |
| Dreaming Leaf -Dreaming Words-          | OSTER project          | Хацунэ Мику                                           |
| Songs of Wastelands, Forests, and Magic | Travolta               | Хацунэ Мику Кагаминэ Лен Кагаминэ Рин (в отдельности) |
| White Dove                              | Len Kazami             | Хацунэ Мику                                           |
| moon                                    | iroha                  | Хацунэ Мику                                           |
| Beware of Miku Miku Bacteria♪           | hayaya                 | Хацунэ Мику                                           |
| Songs of Life                           | Travolta               | Хацунэ Мику Кагаминэ Лен Кагаминэ Рин (в отдельности) |
| The secret garden                       | Hata Aki Kosaki Satoru | Хацунэ Мику                                           |
| Dear cocoa girls                        | Hata Aki Kosaki Satoru | Хацунэ Мику                                           |
| Velvet Arabesque                        | Hata Aki Namiki Koichi | Хацунэ Мику                                           |
| Updating Your Love List?                | Hata Aki Namiki Koichi | Хацунэ Мику                                           |
| Rain of Cherry Blossoms -standard edit- | Mori Haruyoshi absorb  | Хацунэ Мику                                           |
| VOC@LOID in Love                        | OSTER project          | Хацунэ Мику                                           |
| levan Polkka                            | Otomania               | Хацунэ Мику                                           |
| Your Diva                               | azuma                  | Хацунэ Мику                                           |
| Electric Angel                          | Yasuo                  | Хацунэ Мику                                           |
| The Disappearance of Hatsune Miku       | cosMo@BousouP          | Хацунэ Мику                                           |
| Requiem for the Phantasma               | Deadball P             | Хацунэ Мику                                           |
| I'll Miku Miku You♪ (For Reals)         | ika_mo                 | Хацунэ Мику                                           |
| I'll Do The Rin Rin Rin♪                | —                      | Кагаминэ Рин                                          |
| Cool Len's Love Song                    | —                      | Кагаминэ Лэн                                          |
| Double Lariat                           | Ago-anikiP             | Мегуринэ Лука                                         |
| Thousand Year Solo                      | —                      | Кайто                                                 |
| Oblivion in My Heart                    | —                      | Мэйко                                                 |
| Soar                                    | —                      | Хацунэ Мику                                           |
| Saihate                                 | Kobayashi Onyx         | Хацунэ Мику                                           |
| MOMENT                                  | —                      | Хацунэ Мику                                           |
| Sunset Nostalgic — remix —              | —                      | Хацунэ Мику                                           |
| Love it -Radio Edit                     | —                      | Хацунэ Мику                                           |
| Can You Hear It…                        | —                      | Хацунэ Мику                                           |
| Shooting Star Prologue                  | —                      | Хацунэ Мику                                           |
| Tell Me!! The Magical Lyrics            | —                      | Хацунэ Мику                                           |
| starise                                 | —                      | Хацунэ Мику                                           |

- Серым закрашены бонусные песни из Miku Room. Но в случаях может использоваться и композиция Orbital - Halcyon On and On.

## Hatsune Miku: Project DIVA Dreamy Theater

### Подключение PSP к PS3
24 июля 2010 года Sega выпустила дополнительное программное обеспечение для PlayStation 3, которое загружается через PSN.
Оно называется Dreamy Theater и с его помощью можно играть в Hatsune Miku: Project DIVA на PS3 через PSP. Главная особенность программного обеспечения в том, что добавляется поддержка HDTV 720p в игре и 12 трофеев.

## DLC
Также появились DLC к игре.
Tsuika Gakkyoku Shuu Delux Pack 1
- Новые mp3 песни
- Полное CG видео этих песен
- Новые картинки загрузки

Miku Hatsune Package
- Мини-игра про Хацунэ Мику в стиле 8-битных приставок.
- 8 новых Песен

Rin, Ren & Luka Package
- Мини-игра про Мэгуринэ Лука в стиле 8-битных приставок.
- 16 новых песен

Запустить игру Project DIVA на современных компьютерах невозможно, только через эмулятор PPSSPP.

## Hatsune Miku: Project DIVA Arcade
Игра, появившаяся в январе 2010 года. 

Стала первой из серии игр Hatsune Miku: Project DIVA, в которую можно было играть на аркадном автомате.

### Нововведения
Добавлена нота удержания. 

Добавлено нажатие двух нот одновременно. 

Новая сложность EXTREME. 

Улучшена графика.

## Неофициальные игры
В 2013-2016 годах хакеры любящие Vocaloid выпустили музыкальную игру для персональных компьютеров и Macintosh Hatsune Miku: Project DIVA for PC. Отличий от PSP-версии являются управление игрой клавиатурой и компьютерной мыши. Рекомендуемые системные требования: Windows Vista SP2 и выше, macOS: 10.8 и выше.